# Kono naka ni hitori, imōto ga iru!
Kono naka ni hitori, imōto ga iru! (この中に１人、妹がいる！? lett. "Mia sorella è tra di voi!"), a volte abbreviato in Nakaimo (なかいも?), è una serie di light novel giapponese scritta da Hajime Taguchi ed illustrata da CUTEG. La serie è stato adattata in un manga nel 2011 ed in una serie televisiva anime dallo Studio Gokumi nel 2012.

## Trama
Rispettando la volontà del padre, Shōgo Mikadono è stato trasferito dalla madre all'Accademia Miryuuin, frequentata da molte ragazze, con l'obiettivo di trovarsi colei che diventerà sua moglie. Tuttavia sembra che la sua sorella minore illegittima, separata da lui alla nascita, frequenti questa accademia e che lei stia cercando di avvicinarsi a lui senza fargli sapere la sua reale identità. Così Shogo cerca di capire chi sia questa misteriosa sorellina, ma allo stesso tempo diventa popolare con le altre ragazze pure, in particolare tra cinque ragazze con cui legherà in modo particolare: Konoe Tsuruma, Miyabi Kannagi, Rinka Kunitachi, Mana Tendō e Mei Sagara. Una di loro è la sua sorella minore segreta?

## Personaggi

### Personaggi principali
Shōgo Mikadono (帝野 将悟?, Mikadono Shōgo)
Doppiato da: Takahiro Sakurai
È il protagonista maschile ed è l'erede del Gruppo Mikadono. Per prendere il posto del padre, ha bisogno di diplomarsi quanto di più trovare una compagna di vita. Tuttavia, le cose si complicano quando scopre di avere una sorella minore. Quest'ultima lo contatta tramite il cellulare e frequenta la sua stessa scuola. Quando era un bambino, ebbe un incidente (come prova ha una cicatrice sulla fronte), così da fargli perdere una parte dei suoi ricordi d'infanzia. Successivamente Konoe confessa di essere stata lei a chiamarlo sul cellulare e lei spiega anche che non ha potuto partecipare al funerale di Kumagorou a causa del test d'ingresso all'Accademia Miryuuin. Questo avvenimento convince Shogo al fatto di avere realmente una sorella illegittima da qualche altra parte.
Konoe Tsuruma (鶴眞 心乃枝?, Tsuruma Konoe)
Doppiata da: Kaori Ishihara
È una giovane ragazza che frequenta la stessa scuola di Shogo ed è anche la prima amica con cui lega nel suo primo giorno della sua nuova vita. È una ragazza molto curiosa e crede negli incontri voluti dal destino. Lei è la rappresentante di classe e compagna di scuola di Shogo. Ama i bignè alla crema. Più tardi, lei rivela di essere stata un'amica d'infanzia di Shogo e si sente responsabile per l'incidente che lo fece finire in ospedale. Ha lo stesso telefono della figura misteriosa, mostrato nei primi due episodi. Il telefono cellulare usato era un prototipo sviluppato da suo padre.
Miyabi Kannagi (神凪 雅?, Kannagi Miyabi)
Doppiata da: Ayane Sakura
Rinka Kunitachi (国立 凜香?, Kunitachi Rinka)
Doppiata da: Ayana Taketatsu
Mana Tendou (天導 愛菜?, Tendō Mana)
Doppiata da: Asuka Ōgame
Mei Sagara (嵯峨良 芽依?, Sagara Mei)
Doppiata da: Rina Hidaka

### Personaggi di supporto
Yuzurina Houshou (宝生 柚璃奈?, Hōshō Yuzurina)
Doppiata da: Yui Ogura
Ikusu Mizutani (水谷 衣楠?, Mizutani Ikusu)
Doppiata da: Ami Koshimizu
Kumagorou Mikadono (帝野 熊五郎?, Mikadono Kumagorō)
Doppiato da: Rikiya Koyama
Kanoko Mikadono (帝野 鹿野子?, Mikadono Kanoko)
Doppiata da: Aya Hisakawa
Risa Seri (瀬利 吏沙?, Seri Risa)
Doppiata da: Ayako Kawasumi
Kurumi Kashinoki (樫木 来実?, Kashinoki Kurumi)
Doppiata da: Maho Matsunaga
Maiko Kotori (小都里 まい子?, Kotori Maiko)
Doppiata da: Arisa Noto

## Media

### Light novel
Kono naka ni hitori, imōto ga iru! è iniziato nella forma di una serie di light novel scritte da Hajime Taguchi, illustrate da CUTEG e pubblicate dalla Media Factory a partire dal 25 agosto 2010 al 23 marzo 2013, dove sono stati pubblicati dieci volumi della serie.

### Manga
Il manga di Kono naka ni hitori, imōto ga iru! è scritto da Hajime Taguchi ed illustrato da Mottun*, ed è serializzato dal 2011 sulla rivista Comic Alive della Media Factory. Ad oggi sono stati pubblicati due volumi.

### Anime
Un adattamento anime di Kono naka ni hitori, imōto ga iru! è stato prodotto dallo Studio Gokumi e diretto da Munenori Nawa. Le trasmissioni sono iniziate il 6 luglio 2012 e si sono concluse il 28 settembre dello stesso anno, per un totale di 12 episodi. Al termine dell'ultimo episodio è stata annunciata la pubblicazione di un DVD contenente il tredicesimo episodio della serie, pubblicato poi il 27 marzo 2013.

#### Episodi
| Nº  | Titolo italiano Giapponese 「Kanji」 - Rōmaji                                                                          | In onda           | In onda |
| Nº  | Titolo italiano Giapponese 「Kanji」 - Rōmaji                                                                          | Giapponese        |         |
| 1   | La voce della sorellina che non conosco 「見知らぬ妹からの声」 - Mishiranu imōto kara no koe                           | 6 luglio 2012     |         |
| 2   | Un ballo al chiaro di luna con la sorellina 「妹と月夜のダンス」 - Imōto to tsukiyo no dansu                           | 13 luglio 2012    |         |
| 3   | La seduzione delle sorelline 「妹たちの誘惑」 - Imōto-tachi no yūwaku                                                  | 20 luglio 2012    |         |
| 4   | L'eroe della sorellina è il fratellone 「妹のヒーローはお兄さま！」 - Imōto no hīrō wa onīsama!                        | 27 luglio 2012    |         |
| 5   | Metti a letto la sorellina 「妹が寝かせてくれない」 - Imōto ga nekasete kurenai                                        | 17 agosto 2012    |         |
| 6   | Sorelline maid dalle orecchie di gatto 「猫耳メイドな妹たち」 - Nekomimi meido na imōto-tachi                          | 24 agosto 2012    |         |
| 7   | La sorellina è raffinata, corretta e stupenda! 「妹は、規律正しく美しく！」 - Imōto wa, kiritsu tadashiku utsukushiku! | 24 agosto 2012    |         |
| 8   | Combattendo con la sorellina 「妹はあらがっていた」 - Imōto wa aragatteita                                             | 31 agosto 2012    |         |
| 9   | Attacco improvviso! Attenzione alla sorellina! 「急襲!妹注意報!」 - Kyūshū! Imōto chūihō!                              | 7 settembre 2012  |         |
| 10  | Sorelline in fiore 「花咲く妹たち」 - Hanasaku imōto-tachi                                                             | 14 settembre 2012 |         |
| 11  | La trappola della sorellina 「妹の罠」 - Imōto no wana                                                                 | 21 settembre 2012 |         |
| 12  | La sorellina è sempre stata con te 「妹はずっと、そばにいた」 - Imōto wa zutto, soba ni ita                            | 28 settembre 2012 |         |
| OAV | Fratellone, sorellina, amante 「兄、妹、恋人」 - Ani, imōto, koibito                                                   | 27 marzo 2013     |         |

#### Colonna sonora
Sigla di apertura
- Choose me Darling cantata da Stylips

Sigla di chiusura
- Heavenly Lover cantata da Kaori Ishihara